# Paul von Sternbach

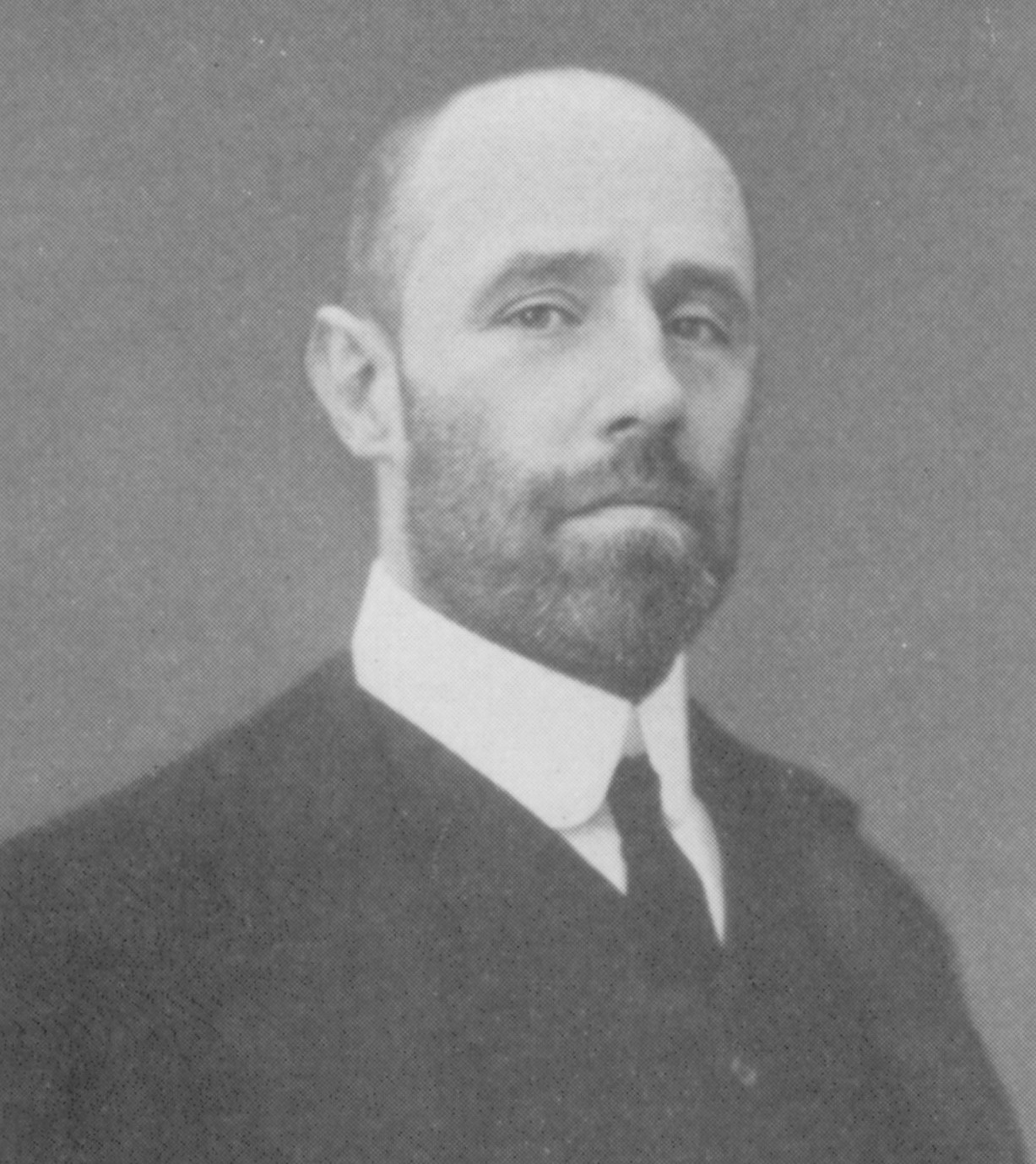
Paul von Sternbach, um 1930

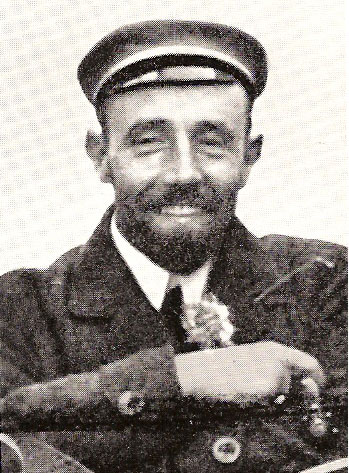
Sternbach mit der Mütze seines Corps

Paul Freiherr von Sternbach zu Stock und Luttach (* 29. Juli 1869 in Klausen; † 22. Oktober 1948 in Uttenheim) war ein österreichischer bzw. italienischer Politiker in Südtirol. 

## Leben
Paul von Sternbach stammt aus dem Geschlecht der Herren von Sternbach, die aus Bruneck-Oberragen kamen und dann auch in Thaur bzw. Innsbruck-Mühlau und Bludenz-Sonnenberg ansässig waren.
Nach der Matura am Franziskanergymnasium Bozen, wo er dem Pennalen Corps Amicicia angehörte, studierte er an der Universität Innsbruck von 1888 bis 1897 Rechtswissenschaft. Das Akademische Corps Athesia Innsbruck, das Corps der Südtiroler, recipierte ihn 1906. Nach dem Referendariat in Sterzing wurde er 1908 zum Regierungsrat ernannt und erhielt den Titel „Herr und Landmann von Tirol“. Für den Bezirk Bruneck avancierte er zum Landesausschussmitglied und von 1902 bis 1918 zum Abgeordneten im Tiroler Landtag.
Nach einiger Zeit als Advokat in Zirl und Mühlwald trat er 1913 dem Offizierskorps der Tiroler Kaiserjäger bei und erhielt als Oberleutnant der Reserve das
kaiserlich-königliche Verdienstkreuz 3. Klasse. 1916 wurde er Hauptmann der Landesschützen in Bruneck; außerdem wurde ihm die Ehrenbürgerschaft der Gemeinden Zirl und Mühlwald verliehen. Während seiner Funktionsperiode als Zivil-Landeskommissär beim Militärischen Generalgouvernement in Cetinje (Montenegro) 1917 wurde er zum Hofrat ernannt.
Als direkter Abgeordneter für die Interessen Südtirols gehörte er der österreichischen Friedenskommission beim Abschluss des Friedensvertrages von Saint-Germain-en-Laye 1919 an. Dort erlebte er den Verlust Südtirols für Österreich und dessen Anschluss an Italien. Sternbach wurde 1924 – neben Karl Tinzl – für den Deutschen Verband als Abgeordneter in das italienische Parlament gewählt, konnte sein politisches Mandat aufgrund der faschistischen Unterdrückung aber nur in sehr beschränktem Ausmaß bis 1929 wahrnehmen und wurde wiederholt Ziel politischer Angriffe seitens der faschistischen Presse und ihrer Parteigänger. In den Jahren 1926/27 stand er in enger brieflicher Verbindung mit dem englischen Historiker John S. Stephens, der als Mitglied der Minderheitenkommission des Genfer Völkerbunds die Südtirol-Problematik zu internationalisieren trachtete.
1927 wurde Sternbachs Rechtsanwaltskanzlei von den italienischen Behörden geschlossen, 1935 drohte seine Verbannung nach  Sizilien, die allerdings nach internationalen Protesten abgewendet werden konnte.
Als führender Dableiber und aktiver Gegner der Südtiroler Option geriet Sternbach auch ins Visier der Nationalsozialisten, die ihn nach der Besetzung Südtirols am 8. September 1943 zunächst in Bozen und anschließend in Innsbruck internierten. Nach Kriegsende engagierte er sich ab 1947 in der Südtiroler Volkspartei.